# Тунгсортъёган
Тунгсортъёган (устар. Тунг-Сурт-Юган) — река в России, протекает по Белоярскому району Ханты-Мансийского АО. Устье реки находится в 405 км по правому берегу реки Казым. Длина реки составляет 16 км. В 4 км от устья по левому берегу впадает река Ай-Тунгсортъёган.

## Данные водного реестра
По данным государственного водного реестра России относится к Нижнеобскому бассейновому округу, водохозяйственный участок реки — Обь от впадения Иртыша до впадения реки Северная Сосьва, речной подбассейн реки — бассейны притока Оби от Иртыша до впадения Северной Сосьвы. Речной бассейн реки — (Нижняя) Обь от впадения Иртыша.
Код объекта в государственном водном реестре — 15020100112115300020531.